# Romance Package
《Romance Package》（韓語：로맨스패키지）是韓國SBS電視台，以10位年青男女參加四天三夜的酒店假期為背景的情侶配對綜藝節目。
本節目於2018年2月16日、17日試播，由全炫茂及韓惠珍共同主持，並於同年5月2日納為正規節目，第一季由全炫茂及林秀香共同主持，而本節目之釜山篇增加特別主持勝利。

## 節目報名方法
- 將個人履歷寄至官方e-mail信箱romancepackage@sbs.co.kr。

## Romance Package使用守則
1. 參加者在週五下午一時入住酒店，並於週一上午十二點退房，共同以Romance Package的日程度過四天三夜。
2. 參加者只能以房號互相稱呼，並於第二天日程的自我介紹前都不能公開自己的身份信息。
3. 參加者的個人手提電話在假期中需交於Romance Guide(節目主持)。
4. 最後一天退房時，邀請自己心中愛上的人，若對方願意一起退房，則配對成功；
若心中無愛上的人，可以放棄選擇，直接走向電梯；
若邀請後對方拒絕，則配對失敗。

## 各篇出演者

### 仁川篇(試播)
| 房號 | 性別 | 年齡(於第二天公佈) | 職業(於第二天公佈)   | 個人資訊 |
| ---- | ---- | ------------------ | -------------------- | --- |
| 101  | 男   | 1987年生 (32歲)    | 自營商               | 在弘大做過地下音樂，也是現役Rapper（團體名稱為Garion）， 在韓綜《Show Me The Money》中生存到第23名。 理想型是金世正（gu9udan）。                                 |
| 102  | 男   | 1991年生 (28歲)    | 軟體工程師           | 明知大學電腦工程系畢業。 曾擔任健身模特，也參與健身比賽。 在楊平有200坪土地。                                                                                    |
| 103  | 男   | 1985年生 (34歲)    | 律師                 | 只花三年就司法考試及格，司法研修院41期。 首爾大學法律系畢業。 理想型是蔡秀彬。                                                                                   |
| 104  | 男   | 1987年生 (32歲)    | 牙醫                 | 延世大學牙醫系畢業。 事先準備牙膏／牙刷及牙齒簡易美容組，發給在場所有所有人。                                                                                    |
| 105  | 男   | 1991年生 (28歲)    | DJ、音樂總監         | 德韓混血，並於德國成長。 但過去交往經驗中，全部女友都是韓國人， 沒有與德國人交往經驗。 理想型是會自己玩，不需要特別照顧的女人， 就算女友有很多男性友人也能接受。 |
| 106  | 女   | 1993年生 (26歲)    | Soho族、主持人       | 偏好年上男。 之前曾是春香小姐。 在坡州有自己的房子。 |
| 107  | 女   | 1991年生 (28歲)    | 阿拉伯語口譯員兼講師 | 韓國外國語大學阿拉伯語系畢業。 曾在敘利亞和約旦留學。 理想型是李碩薰。                                                                                           |
| 108  | 女   | 1989年生 (30歲)    | 自由播音員           | 2014年韓國小姐第二名。 曾擔任SBS Sports主播。 理想型是延宇振。                                                                                                   |
| 109  | 女   | 1991年生 (28歲)    | 藝術老師             | 慶熙大學電影系畢業。 曾拍過廣告。 理想型是秋信守。 |
| 110  | 女   | 1994年生 (25歲)    | 模特兒               | 可以接受比自己大或比自己小3歲以內的男性。 |

### 釜山篇(第一集-第三集)
| 房號 | 性別 | 年齡(於第二天公佈) | 職業(於第二天公佈)           | 個人資訊                                                                                  |
| ---- | ---- | ------------------ | ---------------------------- | ----------------------------------------------------------------------------------------- |
| 101  | 男   | 1990年生 (29歲)    | 小學教師                     | 個人單品為地球儀。 畢業於首爾教育大學，目前攻讀研究所中， 曾出版有關科學的書籍。          |
| 102  | 男   | 1993年生 (26歲)    | 大三學生                     | 中央大學經營科在學生。                                                                    |
| 103  | 男   | 1991年生 (28歲)    | NC恐龍棒球選手經紀人及翻譯。 | 個人單品為棒球手套。                                                                      |
| 104  | 男   | 1986年生 (33歲)    | 上水洞酒吧老板及韓醫師       | 個人單品為黑膠唱片及唱盤。 曾為電視劇《名不虛傳》作韓醫師顧問。                           |
| 105  | 男   | 1987年生 (32歲)    | 醫師                         | 個人單品為橄欖球。 喜歡踢足球，並於全國醫生足球大會中獲得MVP， 並曾於健美大會獲得第一名。 |
| 106  | 女   | 1998年生 (22歲)    | 大二學生                     | 個人單品為黑膠唱片。                                                                      |
| 107  | 女   | 1991年生 (28歲)    | 藥劑師                       | 個人單品為棒球及棒球手套。                                                                |
| 108  | 女   | 1989年生 (30歲)    | 公司主持人                   | 個人單品為蛙鞋。 曾為氣象主播。                                                           |
| 109  | 女   | 1992年生 (27歲)    | 首席舞蹈家                   | 從小學習芭蕾舞，專業為韓國傳統舞。 畢業於韓國藝術綜合大學。                               |
| 110  | 女   | 1987年生 (32歲)    | 普拉提斯講師                 | 個人單品為娃娃。曾為秘書。                                                                |

### 濟州島篇(第四集-第七集)
| 房號 | 性別 | 年齡(於第二天公布) | 職業(於第二天公布)    | 個人資訊                                               |
| ---- | ---- | ------------------ | --------------------- | ------------------------------------------------------ |
| 101  | 男   | 1991年生(28歲)     | 飾品生意              | 畢業於中央大學經營科，曾在大韓航空擔任空服員。         |
| 102  | 男   | 1987年生(32歲)     | 醫生                  | 喜歡音樂，發過專輯。畢業於亞洲大學醫學院。             |
| 103  | 男   | 1994年生(25歲)     | 速滑選手              | 前國家代表，喜歡拍照片，喜歡去咖啡廳 。                |
| 104  | 男   | 1989年生(30歲)     | 百貨公司線上電子商務  | 男子中學，男子高中，理工類大學畢業。                   |
| 105  | 男   | 1988年生(31歲)     | SBS播音員             | 畢業於建國大學英文專業。                               |
| 106  | 女   | 不適用             | 網路醫學頻道PD        | 曾在美國當過護士，喜歡小熊維尼。                       |
| 107  | 女   | 1991年生(28歲)     | 模特兒                | 對香味很敏感。                                         |
| 108  | 女   | 1990年生(29歲)     | 西班牙語&葡萄牙語口譯 | 參與尹食堂的翻譯工作。                                 |
| 109  | 女   | 1990年生(29歲)     | 芭蕾舞者&普拉提講師   | 畢業於世宗大學舞蹈系。                                 |
| 110  | 女   | 不適用             | 自由主持人兼播音員    | 曾在大韓航空擔任空服員，畢業於梨花女子大學陶瓷藝術系。 |

### 首爾龍山篇(第八集-第十集)
| 房號 | 性別 | 年齡(於第二天公布) | 職業(於第二天公布)                                               | 個人資訊 |
| ---- | ---- | ------------------ | ---------------------------------------------------------------- | --- |
| 101  | 男   | 1993年生(25歲)     | 私人英語教育機構CEO。                                            | 喜歡小狗和炸雞。                                                                                             |
| 102  | 男   | 1987年生(32歲)     | 汝矣島《國民日報》的平面造型設計。                               | 美術大學畢業，曾經當過8年的輔導老師， 興趣為打保齡球。                                                       |
| 103  | 男   | 1991年生(28歲)     | KAIST研究生， 主修生物與大腦工程 （Bio and Brain Engineering）。 | 曾擔任過KAIST的學生模特兒。 常被說很像通訊軟體Kakao talk中的狗狗貼圖， 也常被說很像演員申成祿。              |
| 104  | 男   | 1982年生(37歲)     | 英語幼兒園園長。 同時也是專欄作家、電台DJ等等。                  | 很愛開玩笑，也很會拯救氣氛。                                                                                 |
| 105  | 女   | 1991年生(27歲)     | 延世大學傳播學院研究生， 主修文化研究與藝術社會學。              | 準備創業（與時尚相關）。                                                                                     |
| 106  | 女   | 1988年生(31歲)     | 先前為KBS氣象主播， 現為e-sports經理。                           | 不容易一見鍾情的類型； 常常沒有眼力見（希望男生追求她能積極一點）。                                          |
| 107  | 女   | 1988年生(31歲)     | 電視台經濟節目主播。                                             | 對理財有興趣，準備考不動產仲介師。 大學主修法國語言與文學與兒童福利。 朋友認為她是精幹的冒失鬼、有大叔感性。 |
| 108  | 女   | 1991年生(27歲)     | 侍酒師。                                                         | 前女團DIA隊長兼主唱曺承希。 曾為82期春香小姐「真」                                                           |

### 首爾篇(第十一集-第十三集)
| 房號 | 性別 | 年齡(於第二天公布) | 職業(於第二天公布)                                                 | 個人資訊 |
| ---- | ---- | ------------------ | ------------------------------------------------------------------ | --- |
| 101  | 男   | 1987年生(32歲)     | 流行歌劇歌手                                                       | 延世大學聲樂學系畢業，曾為音樂劇演員。 喜歡樂觀、會開玩笑、配合的女人，不喜歡懶惰的女人。                                              |
| 102  | 男   | 1989年生(30歲)     | 汝矣島的證券公司 大宗經紀商                                        | UCLA國際關係學系畢業 喜歡重訓和打籃球。                                                                                                |
| 103  | 男   | 1985年生(34歲)     | 現代汽車公司研究員                                                 | 曾稱擔任過雜誌模特兒。 會中文和英文，有英語娛樂教練2級證。                                                                             |
| 104  | 男   | 1984年生(35歲)     | 律師                                                               | 成均館大學法律學系畢業。曾經擔任過軍法官。 目前業務的領域為建設、不動產和離婚業務相關。 故鄉是濟州島，目前住在首爾龍山區。             |
| 105  | 女   | 1993年生(26歲)     | 散文作家                                                           | 尋找愛情心動的浪漫主義者，擅長料理，喜歡驚喜Event 。 目前已出版2本散文集和一些電影劇本。                                               |
| 106  | 女   | 1987年生(32歲)     | 電視購物主播                                                       | 住在住在首爾龍山區。 愛運動的男人，不喜歡充滿野心的男人，自己特別喜歡桑拿浴。                                                          |
| 107  | 女   | 1994年生(25歲)     | 經營帽子品牌dontforgetme（页面存档备份，存于） 副業為TOEIC英語教學 | 曾在斯里蘭卡生活13年。 不喜歡愛喝酒的男人，連前一晚合宿者聚餐也只喝可樂。                                                              |
| 108  | 女   | 1992年生(27歲)     | 廣告模特兒                                                         | 父母都是日本人，日本青山學院大學英語系畢業，但自學韓文。 目前在首爾生活，也有擔任平面模特兒。 但因為簽證關係，必須三個月往返一次日本。 |

## 各集內容及配對結果

### 仁川篇(試播)
- 110號和102號配對成功。
- 105號選擇110號，但因為110早已選擇102號，所以配對失敗，然後需回自己房間拒絕其他選擇自己的人[註 11]。
- 108號選擇105號，但由於105號已經做過選擇，必須拒絕108號[註 12]。
- 109號選擇103號，但103號拒絕。
- 107號和101號配對成功。
- 104號和106號配對成功。
- 103號選擇106號，但由於106號已經選擇104號，必須拒絕103號[註 13]。

| - 101號放棄選擇。 - 108號和103號配對成功。 - 102號和106號配對成功。 - 107號放棄選擇。 - 110號放棄選擇。 - 105號選擇110號，但因為110號放棄選擇，所以配對失敗。 - 104號和109號配對成功。 | - 104號和108號配對成功。 - 105號和110號配對成功。 - 106放棄選擇。 - 107放棄選擇。 - 109放棄選擇。 - 101選擇107，但因107放棄選擇，因此配對失敗。 | - 101號和108號配對成功。 - 107號放棄選擇。 - 106號和103號配對成功。 - 102號選擇105號，但因為105號放棄選擇，所以配對失敗。 - 104號選擇105號，但因為105號放棄選擇，所以配對失敗。 | - 103號選擇107號，但107號拒絕。 - 107號放棄選擇。 - 102號選擇108號，但108號拒絕。 - 108號選擇104號，但104號拒絕。 - 104號和105號配對成功。 - 106號和101號配對成功。 |

## 收視率
以下紀錄《Romance Package》節目收視，紅色表示為該季度最高收視率，藍色則表示為該季度最低收視率。
| 集數   | 集數   | 播放日期   | TNMS收視率                                            | AGB收視率                                             |
| ------ | ------ | ---------- | ----------------------------------------------------- | ----------------------------------------------------- |
| 1      | 上半部 | 2018/05/02 | 2.5%                                                  |                                                       |
| 1      | 下半部 | 2018/05/02 | 2.6%                                                  |                                                       |
| 2      |        | 2018/05/09 |                                                       |                                                       |
| 3      |        | 2018/05/16 |                                                       |                                                       |
| 4      |        | 2018/05/23 |                                                       |                                                       |
| 5      |        | 2018/05/30 |                                                       |                                                       |
| 6      |        | 2018/06/07 |                                                       |                                                       |
| 不適用 | 不適用 | 2018/06/13 | 停播（2018年大韓民國地方選舉特別節目）                | 停播（2018年大韓民國地方選舉特別節目）                |
| 不適用 | 不適用 | 2018/06/20 | 停播（2018年世足賽 B組 葡萄牙 vs 摩洛哥（現場直播）） | 停播（2018年世足賽 B組 葡萄牙 vs 摩洛哥（現場直播）） |
| 不適用 | 不適用 | 2018/06/27 | 停播（2018年世足賽 F組 韓國 vs 德國（現場直播））     | 停播（2018年世足賽 F組 韓國 vs 德國（現場直播））     |
| 7      |        | 2018/07/04 |                                                       |                                                       |
| 8      |        | 2018/07/11 |                                                       |                                                       |
| 9      |        | 2018/07/18 |                                                       |                                                       |
| 10     |        | 2018/07/25 |                                                       |                                                       |

## 備註
1. ↑  後延長一集2018年2月21日
2. ↑  後應觀眾要求延長一集，至2018年2月21日。
3. ↑  全韓國有36家連鎖，年營收80億韓元。
4. ↑  在韓國即屬於一次性通過者，屬於十分頂尖。
5. ↑  爸爸是德國人，媽媽是韓國人。
6. ↑  「自由」指的是未受任何公司合約綁定限制。
7. ↑  源自韓國古典小說《春香傳》。從 1931 年開始，韓國南原地方開始舉辦「春香祭」（「祭」在韓語裡是「活動、慶典」），而其中有個活動為「全國春香選拔大會」，目的是選出和春香一樣符合韓國傳統女性婦德的美女。
8. ↑  「真」是第一名。（善為第二名，美為第三名。）
9. ↑  把海外對沖基金商品化進國內，親自到海外探訪研究後賣給顧客。
10. ↑  例如男友突然出現在自己家門口，拿著鮮花禮物等自己。
11. ↑  試播篇並無放棄選擇，同時若配對失敗須回原本自己的房間拒絕他人（因已經進行選擇），不得離開；後續轉為正式節目時，才有未配對成功者需離開，以及可以主動放棄選擇。
12. ↑  試播篇的規則，後來正式節目時取消此規則。
13. ↑  試播篇的規則，後來正式節目時取消此規則。
14. ↑  製作組事後採訪時表示只專一喜歡109號，但沒有機會聊天或約會，覺得遺憾。另外在體育大會時，發現109號似乎更喜歡104號，不想讓104號有負擔，所以放棄選擇。
15. ↑  製作組事後採訪時表示媽媽希望她選105號，但自己更喜歡102號，所以最終選擇102號。
16. ↑  製作組事後採訪時表示不願意帶著不確定的心選擇，同時也考量到若以不確定的心選擇，可能會對男性不禮貌。
17. ↑  製作組先撥放早上110號看著105號和106號一起吃早餐的片段，事後採訪時110號表示自己也沒得到確信，然後也想對105號說對不起。
18. ↑  製作組事後採訪時105號表示自己已表達喜歡105號的意願，但覺得好像沒有成功傳達給105號。
19. ↑  製作組有拍出其在104號房間外逗留，但事後採訪時表示因自己感覺到是104號的第二順位，因此最後放棄選擇。
20. ↑  製作組有拍出其在104號房間外逗留，但事後採訪時表示因自己感覺到是104號的第二順位，因此最後放棄選擇。
21. ↑  107號給予103號一封信。製作組描述為因為107號覺得道歉無法轉她的心意，因此107號決定寫信給103號。而信中內容為107號感謝103號的照顧，同時也對一切很感動，但內心仍沒有確定的感覺，所以希望未來能只成為朋友
22. ↑  製作組事後採訪，107號表示內心不能確定下，去選擇什麼都不是對的，所以選擇獨自離開。

## 外部連結
- 官方網站（页面存档备份，存于）
- Romance Package的Facebook專頁
- Romance Package的Instagram帳戶

### 成員社交網站
| - 101號的Instagram帳戶（） - 102號的Instagram帳戶（） - 104號的Instagram帳戶（） - 105號的Instagram帳戶（） - 107號的Instagram帳戶（） - 110號的Instagram帳戶（） | - 101號的Instagram帳戶（） - 102號的Instagram帳戶（） - 103號的Instagram帳戶（） - 104號的Instagram帳戶（） - 105號的Instagram帳戶（） - 106號的Instagram帳戶（） - 107號的Instagram帳戶（） - 108號的Instagram帳戶（） | - 101號的Instagram帳戶（） - 102號的Instagram帳戶（） - 103號的Instagram帳戶（） - 104號的Instagram帳戶（） - 105號的Instagram帳戶（） - 106號的Instagram帳戶（） - 107號的Instagram帳戶（） - 108號的Instagram帳戶（） |